# Patrick Deneen
Patrick Deneen (Redmond (Washington), 25 december 1987) is een Amerikaanse freestyleskiër. Hij vertegenwoordigde zijn vaderland op de Olympische Winterspelen 2010 in Vancouver en op de Olympische Winterspelen 2014 in Sotsji.

## Carrière
Deneen maakte zijn wereldbekerdebuut in januari 2005 in Lake Placid, twee weken later scoorde hij in Deer Valley zijn eerste wereldbekerpunten. In januari 2008 stond hij in Lake Placid voor de eerste maal in zijn carrière op het podium van een wereldbekerwedstrijd. Op de wereldkampioenschappen freestyleskiën 2009 in Inawashiro veroverde Deneen de wereldtitel op het onderdeel moguls. Op het onderdeel dual moguls eindigde hij op de vijfde plaats. Tijdens de Olympische Winterspelen van 2010 in Vancouver eindigde Deneen als negentiende op het onderdeel moguls. 
Op 11 december 2010 boekte de Amerikaan in Ruka zijn eerste wereldbekerzege. In Deer Valley nam hij deel aan de wereldkampioenschappen freestyleskiën 2011. Op dit toernooi eindigde hij als vijfde op het onderdeel dual moguls en als zesde op het onderdeel moguls. Op de wereldkampioenschappen freestyleskiën 2013 in Voss sleepte Deneen de bronzen medaille in de wacht op zowel het onderdeel dual moguls als het onderdeel moguls. Tijdens de Olympische Winterspelen van 2014 in Sotsji eindigde de Amerikaan als zesde op het onderdeel moguls.
In Kreischberg nam hij deel aan de wereldkampioenschappen freestyleskiën 2015. Op dit toernooi eindigde hij als vierde op het onderdeel moguls en als zevende op het onderdeel dual moguls.

## Resultaten

### Olympische Spelen
| Jaar | Plaats    | Resultaten |
| ---- | --------- | ---------- |
| 2010 | Vancouver | 19e Moguls |
| 2014 | Sotsji    | 6e Moguls  |

### Wereldkampioenschappen
| Jaar | Plaats      | Resultaten               |
| ---- | ----------- | ------------------------ |
| 2009 | Inawashiro  | 5e Dual Moguls · Moguls  |
| 2011 | Deer Valley | 5e Dual Moguls 6e Moguls |
| 2013 | Voss        | Dual Moguls · Moguls     |
| 2015 | Kreischberg | 7e Dual Moguls 4e Moguls |

### Wereldbeker
Eindklasseringen
| Seizoen   | Algm   | MO     |
| --------- | ------ | ------ |
| 2004/2005 | 160e   | 57e    |
| 2007/2008 | 16e    | 5e     |
| 2008/2009 | 48e    | 14e    |
| 2009/2010 | 21e    | 7e     |
| 2010/2011 | 12e    | 4e     |
| 2011/2012 | Zilver | Zilver |
| 2012/2013 | 6e     | Brons  |
| 2013/2014 | 11e    | Brons  |
| 2014/2015 | 71e    | 19e    |
| 2016/2017 | 222e   | 42e    |

Wereldbekerzeges
| Datum            | Plaats | Onderdeel   |
| ---------------- | ------ | ----------- |
| 11 december 2010 | Ruka   | Moguls      |
| 19 februari 2012 | Naeba  | Dual Moguls |
| 10 maart 2012    | Åre    | Dual Moguls |
| 18 maart 2012    | Megève | Dual Moguls |